# Wyrok (film 1997)
Wyrok (in. tytuł: Podstępne prawo; ang. Laws of Deception) – amerykański film z gatunku "sprawa w sądzie". Adwokat podejmuje się obrony byłej narzeczonej, oskarżonej o zabójstwo męża. W sprawę zamieszana jest też mafia.